# Gombaszögi Irén
Gombaszögi Irén (született: Grün) (Budapest, 1897. április 14. – New York, 1967. április) színésznő. Gombaszögi Frida, Ella és Margit testvére.

## Életútja
Grün József és Weisz Rozina leánya. 1916-ban szerezte diplomáját a Színművészeti Akadémián. A Budai Színkörben szerepelt, 1917–18-ban a Magyar Színház és a Király Színház tagja volt. 1918-ban a Fasor Kabaréban lépett fel, innen pedig a Nemzeti Színházhoz került. 1920 és 1928 között az Unió Rt.-nél lépett fel, ezután a Király, a Magyar, az Andrássy úti és a Belvárosi Színházakban szerepelt. 1929. december 24-én Budapesten házasságot kötött László (Lőwy) Ernővel, Frida nővére kezelőorvosával. Az esküvői tanúk Hevesi Sándor és Miklós Andor voltak. 1929-ben visszatért a Nemzeti Színházhoz, amelynek 1933-ig volt a művésze. 1933-tól 1936-ig a Vígszínházban, illetve a Belvárosi Színházban lépett színpadra. Később visszavonult és 1938-ban férjével együtt kivándorolt New Yorkba. Budapestre 1963-ban és 1966 nyarán látogatott el újból. 

## Fontosabb szerepei
- Lady Macduff (Shakespeare: Macbeth)
- Mrs. Shenstone (Maugham: Körben)
- Elza (Bródy S.: A dada)